# Torsås (comune)
Torsås è un comune svedese di 6 983 abitanti, situato nella contea di Kalmar. Il suo capoluogo è la cittadina omonima.

## Storia

### Simboli
Lo stemma di Torsås è stato concesso il 16 dicembre 1955. 
È un'arma parlante: vi è raffigurato il martello della divinità germanica Thor (in svedese Tor) e la partizione dello scudo si riferisce alla parte -ås del nome, poiché åsen indica la cresta di una montagna.

## Geografia antropica

### Località
Nel territorio comunale sono comprese le seguenti aree urbane (tätort):
| # | Località  | Popolazione |
| - | --------- | ----------- |
| 1 | Torsås    | 1 829       |
| 2 | Bergkvara | 974         |
| 3 | Söderåkra | 963         |